# Instytut Inżynierów Komunikacji Cesarza Aleksandra I
Instytut Inżynierów Komunikacji Cesarza Aleksandra I (ros. Институт инженеров путей сообщения императора Александра I, w latach 1809–1877 Instytut Korpusu Inżynierów Komunikacji, ros. Институт Корпуса инженеров путей сообщения) rosyjska uczelnia techniczna kształcąca inżynierów komunikacji lądowej i wodnej, działająca w Petersburgu.

## Powstanie uczelni (1809–1823)

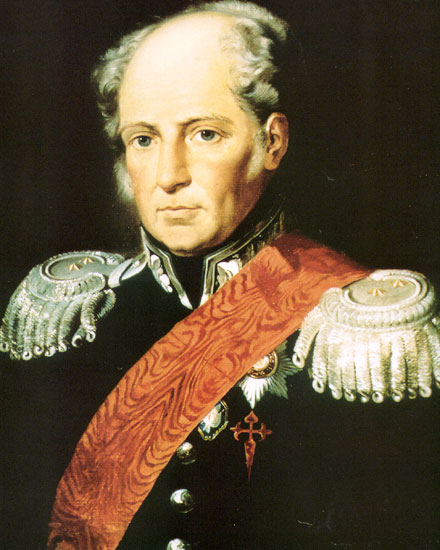
Pierwszy dyrektor Instytutu Korpusu Inżynierów Komunikacji – Augustin de Betancourt (1810)

Na mocy dekretu cara Aleksandra I z 20 listopada / 2 grudnia 1809 równolegle z powstaniem wojskowego korpusu inżynierów komunikacji w 1810 rozpoczął swą działalność Instytut Korpusu Inżynierów Komunikacji. Celem miało być wykształcenie inżynierów komunikacji lądowych i wodnych mogących przystąpić do samodzielnych prac projektowych i budowlanych, a także mogących przystosować dla celów militarnych system transportu drogowego i wodnego Rosji. Pierwszym generalnym inspektorem zarządzającym uczelnią był Hiszpan, wybitny inżynier i mechanik prof. Agustin de Betancourt (1758–1824), który przybył do Rosji na zaproszenie rosyjskiego posła w Hiszpanii, J.M. Murawiewa-Apostoła, który podczas organizacji Instytutu wzorował się na doświadczeniach hiszpańskich i francuskich, szczególnie na programach i strukturze paryskiej Politechniki oraz na Narodowej Szkole Mostów i Dróg w Paryżu. Wszystkie przedmioty w Instytucie podzielono na trzy grupy. Pierwsza obejmowała nauki, które „wywierają bezpośredni wpływ na część inżynieryjną”, to jest matematykę, mechanikę, geometrię wykreślną oraz kurs budownictwa. Do drugiej grupy włączono przedmioty „sprzyjające kształceniu inżynierów” – architekturę, fizykę, chemię, mineralogię, astronomię, nauki wojskowe, a do trzeciej – „niezbędne w każdym rodzaju służby”; tu weszły: historia odkryć w naukach ścisłych, znajomość języków, geografia, literatura rosyjska. Geometria wykreślna została włączona do programu Instytutu w 1810 r., wyższa matematyka w 1811, statyka w 1812, dynamika w 1813, hydrostatyka i hydrodynamika w 1814, kurs budownictwa w 1816, a mechanika stosowana w 1823. Kadrę uczelni, dzięki umowie pomiędzy Aleksandrem I a cesarzem Napoleonem I, początkowo stanowili francuscy profesorowie na czele z termodynamikiem Benoît Clapeyronem (1799–1864) oraz matematykiem Gabrielem Lamé (1795–1870). Od 1810 wykładali w niej ponadto wychowankowie paryskiej Politechniki i Narodowej Szkoły Mostów i Dróg: Pierre-Dominique Bazaine, Maurice Destrem, Charles Michel Potier, Alexandre Fabre. Dlatego też wykłady i zajęcia do 1823 prowadzono w języku francuskim. Był pierwszą po Francji uczelnią techniczną w Europie, w której prowadzono zajęcia z budownictwa. Po wybuchu wojny pomiędzy Francją a Rosją w 1812 roku francuscy inżynierowie znaleźli się w trudnej sytuacji. Po przybyciu do Petersburga nadal byli zarejestrowani w służbie francuskiej i uważani za jedynie oddelegowanych do Rosji. W chwili wybuchu działań wojennych otrzymali list od ambasadora Francji na dworze rosyjskim z poleceniem powrotu do dyspozycji rządu. List ten przekazali swoim przełożonym za pośrednictwem Betancourta wraz z prośbami o zwolnienie ze służby rosyjskiej. W odpowiedzi na to, władze rosyjskie zesłały ich do Jarosławia, a następnie do znajdującego się pod nim miasteczka Poszechonje. Następnie ówczesny minister komunikacji, skonfiskowawszy Francuzom cały majątek osobisty wysłał ich do Irkucka na Syberii, gdzie żyli w skrajnym niedostatku. Po zakończeniu wojny rząd na prośbę Betancourta ułaskawił ich i odesłał na dotychczasowego stanowiska w Instytucie Inżynierów Komunikacji. Pierwszą siedzibą Instytutu Korpusu Inżynierów Komunikacji był zakupiony dla jego potrzeb pałac księcia Mikołaja Jusupowa, nad brzegiem kanału Fontanki wraz z otaczającym go rozległym parkiem. Od 1821 główną siedzibą Instytutu był specjalnie wybudowanym dla niego budynek Dyrekcji Głównej przy Alei Obuchowskiej (obecnie Prospekt Moskiewski 9).

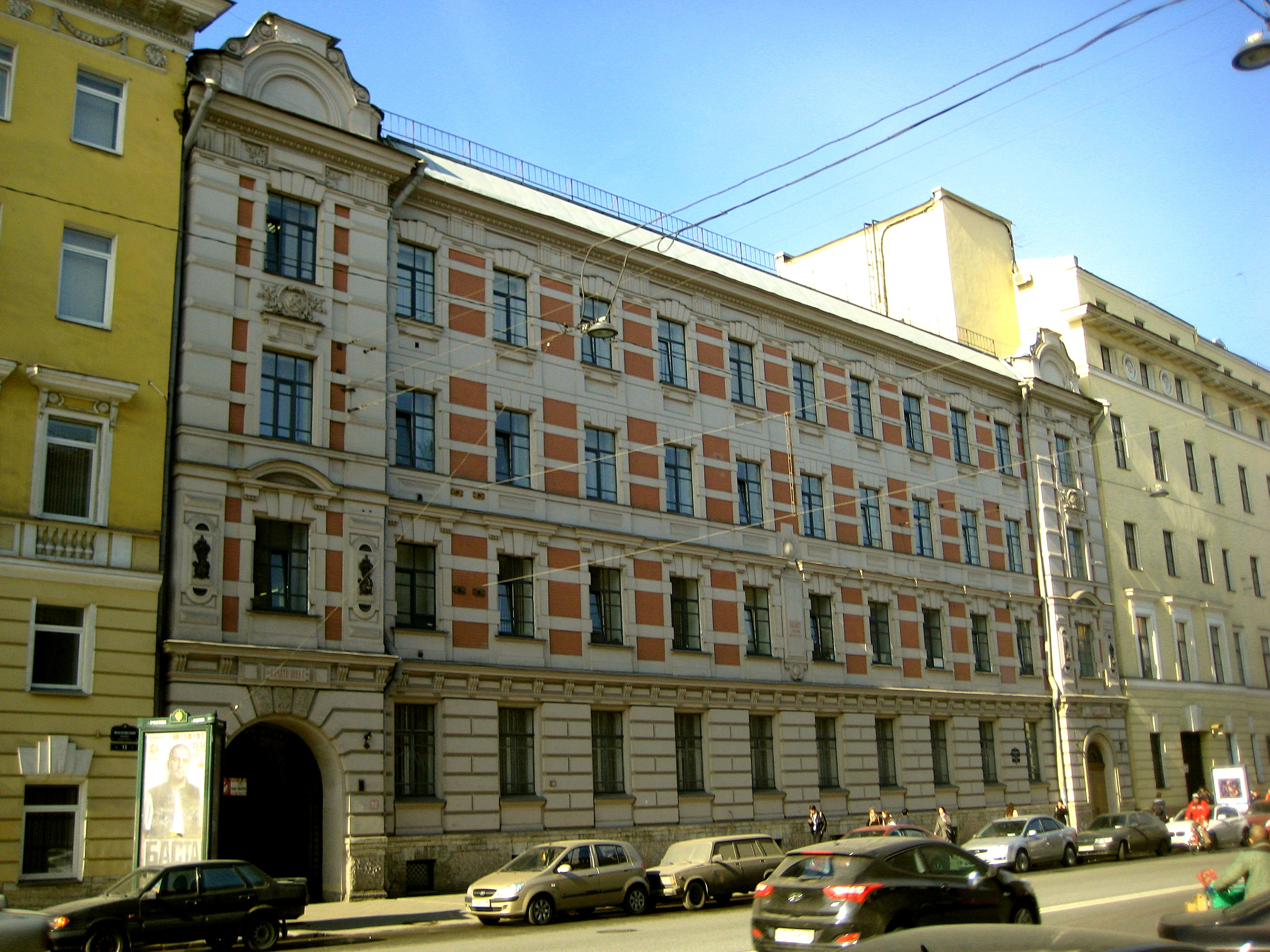
Budynek Instytutu Inżynierów Komunikacji na Moskiewskim Prospekcie 11 w Sankt Petersburgu (współcześnie)

## Instytut Korpusu Inżynierów Komunikacji (1823–1867)
IKIK w 1823 przekształcono w uczelnię wojskową na podobieństwo korpusów kadetów z dwustopniowym nauczaniem w języku rosyjskim. Pierwszy kurs dawał stopień chorążego i dopiero po ukończeniu klas oficerskich dyplomanci otrzymywali, zależnie od ocen, stopień inżyniera podporucznika lub porucznika. Dyrektorami uczelni byli Pierre-Dominique Bazaine (1824–1834), Charles Michel Potier (1834–1836), Andriej Daniłowicz Gotman (1836–1843), Walerian Fiodorowicz Engelhardt (1843–1855) i Jegor Iwanowicz Siverbik (1855–1867). W tym okresie w instytucie kształcono inżynierów w zakresie budowy i eksploatacji dróg lądowych i wodnych. Początkowo nawet zwalczano idee budowy kolei w Rosji. Jednak już w 1835 r. rozpoczęto w nim jednak kształcenie inżynierów o specjalności kolejowej, a od 1837 r. odbywali oni praktyki na pierwszej w Rosji, zbudowanej rok wcześniej kolei Petersburg – Carskie Sioło. Absolwenci, którzy pomyślnie ukończyli uczelnię, a studiowali dzięki stypendium państwowemu, musieli odbyć co najmniej sześcioletnią praktykę w Departamencie Komunikacji.

## Instytut Inżynierów Komunikacji Cesarza Aleksandra I (1867–1917)
IKIK w 1867 przekształcono w uczelnię cywilną – Instytut Inżynierów Komunikacji Cesarza Aleksandra I, podlegającą Ministerstwu Komunikacji, która do 1890 r. nadawała tytuł inżyniera cywilnego. Zlikwidowano wówczas mundury wojskowe, a studenci do 1882 r. nosili ubrania cywilne. W latach 1882–1867 nosili mundury z monogramem cesarza na naramiennikach. Od 1891 r. otrzymywali oni tytuł inżyniera komunikacji. Program nauki obejmował: budowę mostów, kolejnictwo, śródlądowe drogi wodne, żeglugę morską z budową portów i latarń morskich, drogi publiczne, melioracje rolne, wodociągi i kanalizację, a od 1910 r. także początki lotnictwa. Każdy student IIK obowiązany był wykonać pięć projektów ze specjalności mosty, drogi żelazne, hydrotechnika, mechanika praktyczna i architektura.
Studenci Instytutu w latach 1867–1889
| Rok  | Przyjęci na I rok | Absolwenci | Wszystkich studentów | Wyznanie    | Wyznanie     | Pochodzenie społeczne | Pochodzenie społeczne |
| Rok  | Przyjęci na I rok | Absolwenci | Wszystkich studentów | Prawosławni | Inne religie | szlachta              | inne stany            |
| ---- | ----------------- | ---------- | -------------------- | ----------- | ------------ | --------------------- | --------------------- |
| 1867 | 39                | 13         | 148                  | 100         | 48           | 127                   | 21                    |
| 1868 | 59                | 18         | 166                  | 114         | 52           | 134                   | 32                    |
| 1869 | 137               | 54         | 284                  | 192         | 92           | 219                   | 65                    |
| 1870 | 215               | 88         | 445                  | 297         | 148          | 340                   | 105                   |
| 1871 | 180               | 99         | 529                  | 333         | 196          | 420                   | 109                   |
| 1872 | 146               | 91         | 582                  | 333         | 249          | 448                   | 134                   |
| 1873 | 133               | 86         | 590                  | 329         | 261          | 439                   | 151                   |
| 1874 | 177               | 86         | 662                  | 351         | 311          | 495                   | 167                   |
| 1875 | 144               | 71         | 650                  | 343         | 307          | 472                   | 178                   |
| 1876 | 155               | 74         | 632                  | 329         | 303          | 453                   | 179                   |
| 1877 | 133               | 69         | 594                  | 302         | 292          | 432                   | 162                   |
| 1878 | 119               | 74         | 559                  | 280         | 279          | 403                   | 156                   |
| 1879 | 120               | 81         | 551                  | 293         | 258          | 384                   | 167                   |
| 1880 | 34                | 68         | 462                  | 249         | 213          | 315                   | 147                   |
| 1881 | 53                | 61         | 402                  | 203         | 199          | 271                   | 131                   |
| 1882 | 45                | 54         | 255                  | –           | –            | –                     | –                     |
| 1883 | 35                | 18         | 166                  | 114         | 52           | 134                   | 32                    |
| 1884 | 67                | 92         | 220                  | 123         | 97           | 144                   | 76                    |
| 1885 | 32                | 85         | 169                  | 100         | 69           | 102                   | 67                    |
| 1886 | 60                | 81         | 158                  | 93          | 65           | 103                   | 55                    |
| 1887 | 62                | 72         | 164                  | 100         | 64           | 113                   | 51                    |
| 1888 | 60                | 74         | 176                  | 114         | 62           | 123                   | 53                    |
| 1889 | 56                | 71         | 184                  | 122         | 62           | 133                   | 51                    |

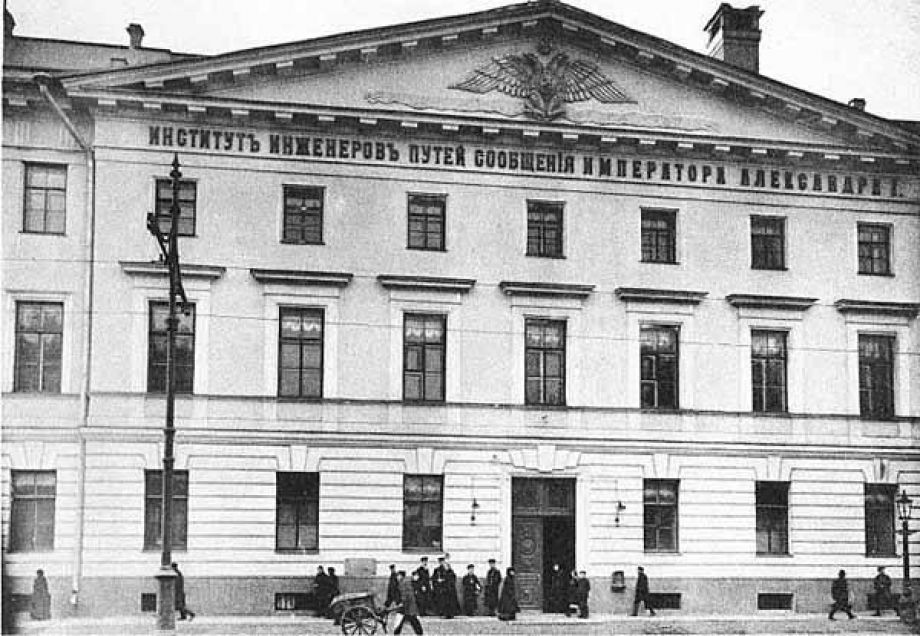
Główny budynek Instytutu Inżynierów Komunikacji na Moskiewskim Prospekcie 9 w Petersburgu (ok. 1900)

Z czasem instytut stał się jedną z najlepszych uczelni technicznych w Europie, co był zasługą wszechstronnego programu nauczania oraz jej wykładowców, wśród których nie brakowało wybitnych uczonych, takich jak przykładowo: matematyk i mechanik Michaił Ostrogradskij (1801–1862), inżynier Dmitrij Żurawskij (1821–1891), konstruktor Nikołaj Bielelubskij (1845–1922), oraz chemik Dmitrij Mendelejew (1834–1907). Kadra nauczająca i jego absolwenci mieli znaczący wkład w rozwój wielu dziedzin nauki i techniki: matematyki, mechaniki stosowanej oraz geometrii wykreślnej. Od 1884 r. uczelnia wydawała własny periodyk naukowy pt. „Сборник Институтa инженеров путей сообщения Императора Александра I”. W latach 1809–1917 Instytut ukończyło 6115 inżynierów. Jak zapisał w swych wspomnieniach Aleksander Wasiutyński: studenci Instytutu Komunikacji uchodzili za najbardziej prawomyślnych (błagonadiożnych) spośród wychowańców wyższych zakładów naukowych: nazywano ich „leibstudentami”. Najlepsze prace kończących Instytut były przedstawiane cesarzowi, jednocześnie też ci, którzy je wykonali. Absolwenci tej uczelni zajmowali kluczowe stanowiska w niemal wszystkich inwestycjach komunikacyjnych przy projektowaniu i budowie sieci kolejowych, dróg, portów morskich i śródlądowych, mostów, urządzeń hydrotechnicznych, wodociągów i kanalizacji, a także regulacji rzek w całym Imperium Rosyjskim. Jak pisał Bolesław Orłowski: wnieśli oni ważny wkład w krzewienie cywilizacji technicznej na niezmierzonych obszarach rosyjskiego imperium. Kładli tysiące wiorst dróg i linii kolejowych oraz wznosili wspaniałe mosty ponad potężnymi rzekami Rosji, Syberii i Azji Środkowej. Będąc pionierami postępu cywilizacyjnego na odległych, często dziewiczych terenach, przy okazji przyczyniali się zarazem do coraz pełniejszego ujarzmiania zamieszkujących je ludów, a więc do umacniania potęgi zaborczej Rosji. Absolwentów uczelni skupiało istniejące od drugiej połowy XIX wieku Stowarzyszenie Inżynierów Komunikacji w Petersburgu.

## Dzieje uczelni po 1917 r.
Po 1917 reorganizację Instytutu przeprowadził jako jego rektor Polak Stanisław Kunicki.10 kwietnia 1919 roku został wybrany rektorem i godność tę piastował do 15 czerwca 1921 r. Przede wszystkim dokonano reorganizacji Rady Instytutu. Po raz pierwszy wzięli w nim udział nauczyciele i studenci. Wiosną 1919 Rada Instytutu składała się z 59 profesorów i nauczycieli oraz 20 studentów, stając się organem reprezentacyjnym kadry dydaktycznej i studentów. W kwietniu 1919 r. w Instytucie powołano specjalną komisję pod przewodnictwem rektora, która miała zreformować nauczanie i zreorganizować proces edukacyjny. Ustanowiono pięcioletni okres szkolenia i wprowadzono po raz pierwszy specjalizację w zakresie komunikacji lądowej, komunikacji wodnej i obiektów inżynierskich. Pod koniec lat 20. XX w. na bazie wydziałów wodnych, lotniczych i drogowych instytutu powstały samodzielne uczelnie techniczne, w głównej jego siedzibie mieścił się odtąd Instytut Inżynierów Transportu Kolejowego. Od 2014 tradycje IIK kontynuuje Petersburski Państwowy Uniwersytet Komunikacji im. cesarza Aleksandra I (Петербургский государственный университет путей сообщения Императора Александра).

## Polacy – wykładowcy i studenci Instytutu

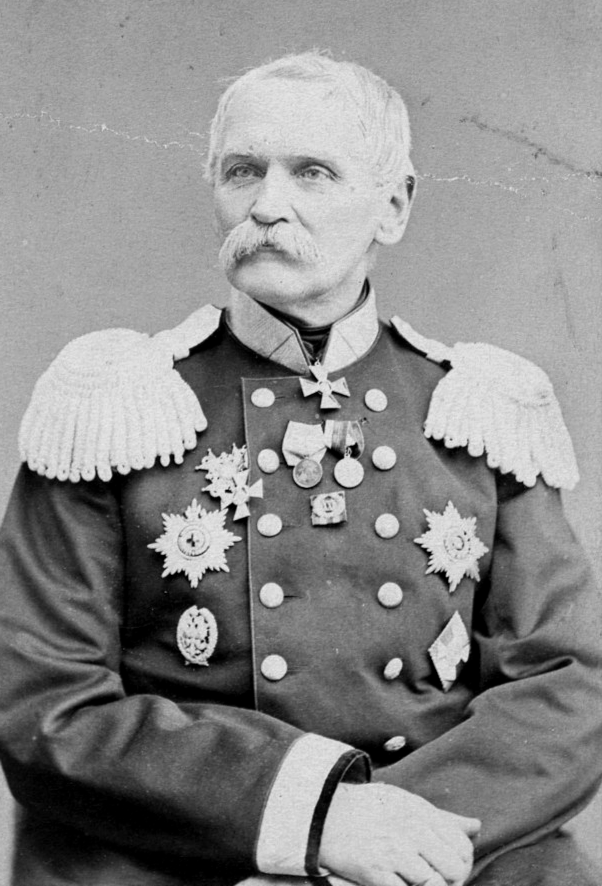
Inżynier, generał-major armii rosyjskiej Stanisław Kierbedź (1810–1899) – fot. Jana Mieczkowskiego (ok. 1890)

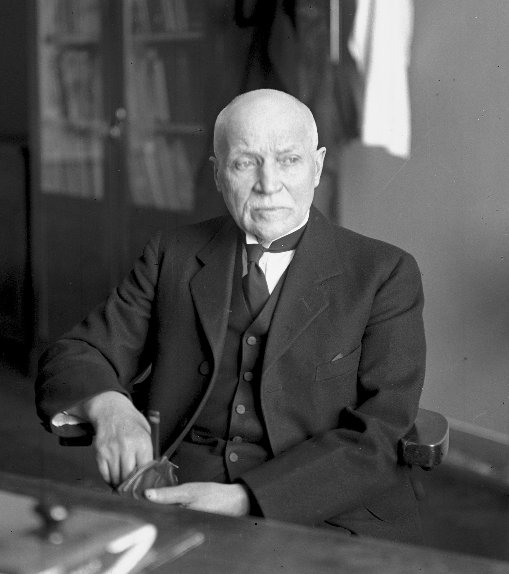
Geolog Karol Bogdanowicz (1864–1947)

Wśród kadry nauczającej Instytutu było wielu Polaków, do najbardziej znanych należeli: matematyk Ignacy Januszewski, mechanik Mikołaj Jastrzębski, architekt Apolinary Krassowski, inżynier Stanisław Kierbedź (1810–1899), inżynier Stanisław Kierbedź (1845–1910), mechanik Feliks Antoni Jasiński, a także geolog i geograf Karol Bohdanowicz, matematyk Wiktor Emeryk Staniewicz, architekt Stefan Gałęzowski, architekt Marian Lalewicz i inżynier Stanisław Bełzecki, a także inżynier Józef Głuszyński, inżynier Stanisław Kunicki, inżynier Józef Stecewicz, inżynier Aleksander Wasiutyński, fizyk Henryk Merczyng, inżynier Józef Fedorowicz, inżynier Andrzej Pszenicki. Wielu z polskich wykładowców osiągnęło znaczące wyniki badawcze oraz pełniło odpowiedzialne stanowiska w strukturach uczelni lub kontynuowała kariery naukowe w innych szkołach wyższych. Ponad dwudziestu polskich absolwentów uczelni zostało jej profesorami lub innych uczelni rosyjskich, a po odzyskaniu niepodległości w wolnej Polsce.
Pierwszymi Polakami studiującymi w Instytucie byli: Kazimierz Rejchel (absolwent z 1816) oraz wysłani przez ówczesnego ministra oświaty Królestwa Polskiego Stanisława Staszica: Teodor Urbański i Jan Smolikowski. Do 1836 r. studia w Instytucie ukończyło ok. 40 Polaków, ogółem w latach 1830–1850 studiowało ich tam 130. Wśród nich byli m.in.: Stanisław Kierbedź (1810–1899), Hipolit Kierbedź, Stanisław Kierbedź (1845–1910), Karol Bentkowski, Tadeusz Chrzanowski, Romuald Zaćwilichowski, Aleksander Falewicz i Seweryn Smolikowski. Podczas powstania styczniowego spora część absolwentów Instytutu znalazła się wśród powstańców, stąd car Aleksander II dekretem z 24 maja / 5 czerwca 1864 zakazał przyjmowania Polaków do IKIK. Jednak zakaz ten został przez niego samego szybko uchylony i już w 1867 studenci polscy byli przyjmowani na nowo do tej uczelni. Do lat 70. XIX w. każdorazowe przyjęcie do IIK polskiego studenta uzależnione było jednak od decyzji cara. W późniejszym okresie ograniczenia te znacznie złagodzono. Według badań Janusza Jankowskiego w niektórych latach 70. XIX w. Polacy stanowili aż 40% absolwentów instytutu, w całym zaś XIX stuleciu 30% ogólnej liczby prymusów. Uczelnia cieszyła się wielką popularnością wśród Polaków, co wynikało głównie z braku uczelni o profilu technicznym tak na tzw. ziemiach zabranych, jak i w Królestwie Polskim. W 1881 liczbę studiujących tu Polaków szacowano na ok. 180 osób. W 1884 ponownie zaostrzono przepisy dotyczące przyjmowania Polaków na tę uczelnię, przede wszystkim przez wprowadzenie obowiązującego do 1905 roku tzw. konkursu katolickiego, przewidującego dla osób wyznania katolickiego 10% miejsc na ogólną liczbę przyjętych kandydatów. Według szacunków Janusza Jankowskiego liczba Polaków absolwentów Instytutu wynosiła: w latach 1809–1864 około 210, w latach 1865–1910 około 770, a w późniejszych latach co najmniej 70. Według danych z 1910 r. można ustalić orientacyjnie, że w całym okresie działalności Instytut ukończyło około 1050 Polaków.
W latach pierwszej wojny światowej w Petersburgu działało Koło Inżynierów Komunikacji zrzeszające polskich absolwentów Instytutu Inżynierów Komunikacji. Na jego czele stał P. Jasiewicz. We wrześniu 1917 Koło weszło w skład Koła Inżynierów i Techników Polskich w Petersburgu, które następnie stało się podstawą założenia piotrogrodzkiego oddziału Stowarzyszenia Techników Polaków w Rosji.
Absolwenci Instytutu Komunikacji wnieśli wielki wkład w rozwój systemu komunikacji, żeglugi i przemysłu tak na terenie Rosji, jak i Polski, szczególnie zasłużyli się w okresie II Rzeczypospolitej oraz w odbudowie kraju po II wojnie światowej. Należeli do nich m.in.: Jan Augustowski, Stanisław Bełżecki, Adolf Bem, Leon Biernadzki, Antoni Borejsza, Władysław Budkiewicz, Kazimierz Cegliński, Antoni Chołodecki, Bohdan Cywiński, Witold Stanisław Czapski, Wacław Czarnomski, Albert Czeczott, Józef Fedorowicz, Teodor Galicyński, Józef Głuszyński, Mieczysław Godycki-Ćwirko, Edward Hibszman, Bogumił Hummel, Aleksander Iżycki-Herman, Mikołaj Jastrzębski, Michał Kierbedź, Napoleon Bronisław Korzón, Zygmunt Kosterski, Bolesław Kościesza-Statkowski, Henryk Krajewski, Artur Krauze, Stanisław Kunicki, Antoni Kursisz, Ludwik Levy, Wacław Łopuszyński, Józef Milicer, Kazimierz Karol Milicer, Stanisław Miller, Aleksander Miszke, Karol Mroczkowski, Stanisław Olszewski, Stanisław Ostrowski, Witold Pac-Pomarnacki, Radzimir Piętkowski, Roman Popławski, Andrzej Pszenicki, Leon Pszenicki, Stanisław Puzyna, Bolesław Sawrymowicz, Stanisław Skawiński, Antoni Sobociński, Józef Stecewicz, Stefan Sztolcman, Mieczysław Szystowski, Tadeusz Tillinger, Aleksander Wasiutyński, Tadeusz Wenda, Witold Wierzbicki, Jan Wokulski, Józef Zarzecki, Edward Zienkiewicz, a także inni.